# Кобзарська Січ
Кобзарська Січ — літній музичний табір, присвячений вивченню бандури та української хорової музики. Кобзарська Січ проводиться кожного серпня в таборі Всіх святих в Емлентоні, штат Пенсильванія. У його теперішньому форматі пропонуються чотири курси: Курс бандури, Майстерня юніорської бандури (для дітей віком від 9 до 11 років), Українська хорова майстерня та Майстерня української духовної музики.
Протягом багатьох років Українська капела бандуристів спонсорувала різні табори та майстерні бандуристів по всій Північній Америці. Перший музичний табір «Кобзарська Січ» був проведений в Емлентоні, штат Пенсильванія, у 1979 році Григорієм Кистастим, давнім диригентом Української капели бандуристів та натхненником поколінь прихильників бандури.

## Огляд
Кобзарська Січ дозволяє молодим музикантам навчатись у деяких найуспішніших бандуристів, а також небандуристів з усього світу, вдосконалюючи свої навички гри на бандурі. На попередніх таборах були представлені такі видатні інструктори, як: Григорій Китастий, Юліян Китастий, Віктор Китастий, Віктор Мішалов, Микола Дейчаківський, Марко Фаріон, Ярко Антоневич, Остап Стахів, Олег Махлай, Тарас Лазуркевич, Олег Созанський, Оля Герасименко, Алексіс Кохан, Богдан та Галина Єрявенко, Галина Квітка-Кондрацька та інші.
Учасники, які відвідують курс бандури Кобзарської Січі, набувають особистого досвіду гри, мають понад сім годин щоденного індивідуального та групового навчання. Офіційне навчання пропонується з техніки гри на бандурі, історії бандури, сольної та ансамблевої гри, сольного та ансамблевого співу, музичних лекцій та теорії.
Український церковний табір Всіх Святих завжди був домом Кобзарської Січі. Учасники живуть у доглянутих хатинках уздовж річки Аллегейні та, крім суворого музичного розкладу, мають можливість насолоджуватися рекреаційними заходами, такими як плавання, теніс, волейбол, бейсбол, баскетбол та інші заняття.

## Програми

### Програми бандури

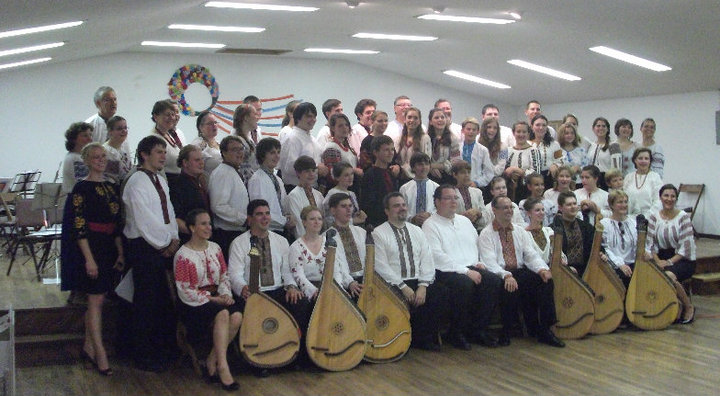
Учасники Українського хорового семінару та курсу бандури 2010 року

Відвідувачі можуть записатися на чотири різні програми, виходячи з досвіду, віку та інтересів. Діти, зацікавлені стати бандуристами у віці 9-11 років мають можливість записатися на тижневий курс.
Ті, кому 12 років і більше, мають можливість записатись на повний двотижневий курс бандури. Цей курс зосереджується на понад семи годинах щоденного навчання в групі з: техніки гри на бандурі, історії бандури, сольної та ансамблевої гри та співів, музичних лекцій та елементарної теорії музики.

### Хорові програми
Шанувальники різного віку також можуть бути учасниками Української хорової майстерні чи духовної музики.
Майстерня Сакральної музики — це чотириденний семінар, який надає можливість співати сакральні твори українських композиторів і дає практичні вказівки для церковних співаків, канторів та диригентів щодо спільних областей церковного співу. Прослуховування лекцій відкриває багато прихованих аспектів традицій сакральної музики.
Українська хорова майстерня — це тижневий інтенсивний семінар, присвячений співу та виконанню української народної музики. Учасники беруть участь у різних ансамблях, приватних уроках та проходять інструктажі вчителів з широким досвідом української вокальної музики.